# Actinidia hemsleyana
Actinidia hemsleyana är en tvåhjärtbladig växtart som beskrevs av Stephen Troyte Dunn. Actinidia hemsleyana ingår i släktet aktinidiasläktet, och familjen Actinidiaceae. Inga underarter finns listade i Catalogue of Life.